# Парк српско-грчког пријатељства
Парк српско-грчког пријатељства јавни је градски парк у Београду, а налази се у општини Врачар.

## Локација и карактеристике парка
Парк је стациониран у општини Врачар, оивичен улицама Коче Капетана и Молеровом, која га пресеца. Окружен је дрворедом, у њему се налази неколико клупица, а априла 2016. године је реновиран, када су уређене зелене површине и дечје игралиште, асфалтиране стазе и уређене клупе. Парком управља ЈКП „Зеленило Београд“.
Почетком марта 2022. у парку је подигнут споменик Петру Николајевићу Молеру.